# Ming-Kusj
Ming-Kusj eller Min-Kusj (kirgiziska: Миңкуш, Миң-Куш, ryska: Мин-Куш) är en ort i provinsen (oblastet) Naryn i mellersta Kirgizistan. Orten ligger cirka 130 kilomter söder om huvudstaden Bisjkek, på en höjd av 2 154 meter över havet och antalet invånare är 3 353.
Terrängen runt Ming-Kusj är bergig österut, men västerut är den kuperad. Min-Kush ligger nere i en dal som går i öst-västlig riktning. Runt Ming-Kusj är det mycket glesbefolkat, med 7 invånare per kvadratkilometer. Trakten runt Ming-Kusj består i huvudsak av gräsmarker.
Trakten ingår i den hemiboreala klimatzonen. Årsmedeltemperaturen i trakten är 0 °C. Den varmaste månaden är augusti, då medeltemperaturen är 13 °C, och den kallaste är januari, med −16 °C. Genomsnittlig årsnederbörd är 466 millimeter. Den regnigaste månaden är april, med i genomsnitt 78 mm nederbörd, och den torraste är september, med 18 mm nederbörd.